# Arja Kajermo
Arja Kajermo, född cirka 1949 i Kiuruvesi i Savolax (Finland), är illustratör och serieskapare. Hennes tecknade serie "Tuula" publiceras svenska Dagens Nyheter, och hon har även haft en veckoserie betitlad "Dublin Four" i irländska Sunday Tribune.
Kajermo flyttade 1955 med sina föräldrar till Sverige och en förort till Stockholm. Sedan 1970-talet har hon dock bott i Dublin i Irland.